# Chen Shih-hsin
Chen Shih-hsin (陳詩欣S, Chén ShīxīnP; 16 novembre 1978) è un'ex taekwondoka taiwanese.

## Palmarès

### Olimpiadi
- 1 medaglia:
  - 1 oro (Atene 2004 nei 49 kg)

### Giochi asiatici
- 1 medaglia:
  - 1 oro (Busan 2002 nei pesi fin)

### Giochi dell'Asia orientale
- 1 medaglia:
  - 1 oro (Osaka 2001 nei pesi fin)

### Mondiali
- 3 medaglie:
  - 3 ori (Georgetown 1994 nei pesi fin; Rio de Janeiro 1996 nei pesi fin; Ho Chi Minh 2001 nei pesi fin)